# AA Drink (merk)
AA Drink is een merk van sportdrank van de Nederlandse frisdrankfabrikant United Soft Drinks die gevestigd is in Utrecht.

## Geschiedenis
United Soft Drinks was voorheen de Interfris limonade fabriek uit Utrecht, totdat het bedrijf na een faillissement werd overnomen door de gebroeders Holtrust (eigenaren van Riedel limonade-fabriek in Ede). Het bedrijf kreeg de naam Raak BV.
Nadat de eigenaren in begin jaren '80, tijdens een bezoek aan de Verenigde Staten, de populariteit van sportdranken onder de bevolking ontdekten, besloten ze om ook in Nederland een sportdrank te gaan ontwikkelen. Als naam voor de sportdrank bedacht men AA drink, hetgeen stond voor After Activity Drink. De eerste sportdrank was de high energy (oranjekleurige) variant, later volgde de isotone (groene) variant. In eerste instantie werd de sportdrank voornamelijk verkocht aan sportkantines en supermarkten. 
Heden ten dage wordt een andere betekenis toegekend aan de naam en staan de letters AA voor All Activity. Reden hiervoor is een gedifferentieerd toepassingsgebied waarbij de sportdrank afgestemd kan worden op de soort inspanning/activiteit.  

## Smaakvarianten
- Pro Energy
- Isotone
- Iso-Lemon
- High Energy
- Hydration
- Smart Recovery
- Full Recovery
- Sportwater (bevat elektrolyten welke zorgen voor een snellere opname van vocht in het lichaam)

## Sport en evenementen
De sportdrank heeft verschillende bekende Nederlandse en Belgische ambassadeurs gehad, onder wie Dafne Schippers, Epke Zonderland, David Goffin en Dries Mertens. Sinds 1984 heeft de Atletiekunie een jaarlijkse sponsorovereenkomst met het sportdrankmerk.
Ook was het sportdrankmerk meerdere malen sponsor en/of partner van sportclubs (waaronder profvoetbalclub Heerenveen), grote sportevenementen waaronder de Marathon van Rotterdam, de Ronde van Vlaanderen en alle Duitse nationale veldhockeyteams.
Binnen de wielersport was er tussen de jaren 2005 en 2014 ook een AA Drink wielerploeg actief.